# Ostico
Ostico ist ein osttimoresischer Ort, Aldeia und Suco im Verwaltungsamt Vemasse (Gemeinde Baucau).

## Der Ort
Der Ort Ostico liegt im Osten des Sucos, auf einer Meereshöhe von 722 m. Hier befindet sich die Grundschule des Sucos, die Escola Primaria Ostico.

## Der Suco
In Ostico leben 1.395 Einwohner (2022), davon sind 740 Männer und 655 Frauen. Im Suco gibt es 236 Haushalte. Etwa 95 % sprechen als Muttersprache den „Bergdialekt“ des Waimaha, das zu den Kawaimina-Sprachen gehört. Eine kleine Minderheit spricht Tetum Prasa, einige wenige Einwohner Idaté, Makasae und Makalero.
Vor der Gebietsreform 2015 hatte Ostico eine Fläche von 28,35 km². Nun sind es 26,80 km². Der Suco liegt im Nordosten des Verwaltungsamts Vemasse. Nördlich liegt der Suco Vemasse, westlich, jenseits des Flusses Manuleiden, der Suco Caicua und südlich der Suco Uato-Lari. Im Osten grenzt Ostico an das Verwaltungsamt Baucau mit seinen Sucos Bucoli, Triloca und Gariuai.
Die größeren Siedlungen liegen alle im Osten des Sucos. Dies sind neben Ostico Ueobai (Ucobai), Haunau und Bahamori.
Im Suco befinden sich die drei Aldeias Bahamori, Haunau und Ostico.

## Geschichte
Nahe Ostico stand Ende der 1970er, Anfang der 1980er-Jahre ein Gefangenen- und Umsiedlungslager für von den Indonesiern gefangengenommenen FRETILIN-Anhängern und Einwohner, die zur besseren Kontrolle umgesiedelt werden sollten.

## Politik
Bei den Wahlen von 2004/2005 wurde Afonso da Costa Freitas zum Chefe de Suco gewählt und 2009 in seinem Amt bestätigt. Bei den Wahlen 2016 gewann Poligarpo da Silva, der 2023 bestätigt wurde.
2023 wurden als Chefe de Aldeias gewählt: Zeferino A. Florindo (Bahamori), Julião Hilário da Costa (Haunau) und Herminio A. Freitas (Ostico).